# Epitola elion
Epitola elion är en fjärilsart som beskrevs av John Obadiah Westwood 1851. Epitola elion ingår i släktet Epitola och familjen juvelvingar. Inga underarter finns listade i Catalogue of Life.